# Asteroscopus decipulae
Asteroscopus decipulae är en fjärilsart som beskrevs av Kovács 1966. Asteroscopus decipulae ingår i släktet Asteroscopus och familjen nattflyn. Inga underarter finns listade i Catalogue of Life.